# RapLine
Rapline était une émission de télévision française présentée par Olivier Cachin.

## Concept de l'émission
Rapline était une émission musicale exclusivement consacrée au rap, raggamuffin et autres musiques alternatives. Cette émission culte reste à ce jour en France la seule émission télévisée du genre.
Toutes les facettes de ces mouvements étaient explorées au travers d'interviews (séquence ITV), de lives évènement et de clips réalisés spécialement pour l'émission par des réalisateurs comme Jean-François Montmirel, François Bergeron, Sylvain Bergère ou encore Roland Allard (séquence Tournage Rap Line). Ceci venait alors combler la rareté des clips de rap français en particulier. Une cinquantaine de clips ont ainsi été réalisés par Rapline. Une autre fameuse séquence de l'émission consistait à diffuser des clips de rap US sous-titrés en français (séquence VO/VF).

## Historique
Les diffusions ont eu lieu sur M6 de juillet 1990 à septembre 1993, tous les samedis soirs puis les vendredis soirs vers minuit.
Rapline a été inspirée à M6 par le succès des soirées spéciales rap de l'émission Boulevard des clips. Créée à l'origine pour durer seulement un été, elle a été reconduite en septembre et maintenue pendant trois saisons avant d'être arrêtée brutalement au début de l'âge d'or du rap français.
C'est le groupe IAM lui-même qui a spontanément proposé ses services à Rapline et envoyé la musique du générique à l'équipe . On retrouve des extraits de cette musique sur l'album ... De la planète Mars  sorti chez Labelle Noir en 1991 ("Rapline I" sur l'édition 33T et "Rapline II" sur les éditions CD/K7). Un extrait est également présent sur la compilation Rapline vol.2 sortie chez BMG France en 1994 ("Rapline Theme", correspondant à l'extrait de l'édition CD de ... De la planète Mars).
Pour ne pas passer à une diffusion tous les 15 jours, Rapline est devenu au bout de 2 ans 100 % français tous les 15 jours, en alternance avec du 100 % américain. Question de quotas.
Une émission spéciale de 26 minutes intitulée « Spécial Rapline », présentée par Olivier Cachin et dans le même format, a été diffusée sur M6 Music Black le 5 juin 2006. Le principal protagoniste raconte l'aventure « Rapline » avec les témoignages de Joey Starr, Akhenaton, Doc Gynéco, Le 113, L'Skadrille et Sniper.

## Anecdotes
La présentation de l'émission a failli être confiée à Lady V qui était à l'époque la copine de Kool Shen.
Son plateau a vu les débuts de nombreux groupes et artistes français comme IAM, Suprême NTM, MC Solaar, Assassin, Ministère A.M.E.R., EJM, Kery James, Tonton David, Saliha, Azrock, SLEO, Tout simplement noir, etc.
À chaque fin d'émission Olivier Cachin saluait ses téléspectateurs, parfois surnommés « rapliners », avec l'expression devenue célèbre : « Tchaxo ».
Une référence à Rapline est visible au début du clip de la chanson "1990" de Orelsan. En effet, on y voit le générique de l’émission ainsi qu'une intervention d'Olivier Cachin, qui fait référence à IAM et Suprême NTM, avant de présenter Orelsan.

## Émissions spéciales
Voici quelques émissions marquantes parmi les 162 éditions :
- No 16, le 20 octobre 1990 : Spéciale rap français.
- No 21, le 24 novembre 1990 : Spéciale concert évènement au gymnase municipal de Saint-Denis le 26 octobre 1990 avec IAM, NTM, Little MC et Clan MC.
- No 46, le 18 mai 1991 : Spéciale IAM à l'occasion de la sortie de ... De la planète Mars
- No 49, le 8 juin 1991 : Interview de NTM dans les locaux d'Epic à l'occasion de la sortie de leur premier album  Authentik
- No 100, le 26 juin 1992 : Spéciale 100e édition en 5 parties : Public Enemy et ses amis/Rap hardcore/Techno-jazz-funk-rap/Raggamuffin-reggae/Rap français. Le générique de cette spéciale a été introduit sur un ton humoristique par Les Inconnus.
- No 101, le 3 juillet 1992 : Remix été. Spécial rap français avec Ministère A.M.E.R., Créateurs Uniques et Siria Kahn (Rapattitude 2), Johnny Go et Destroy Man.
- No 140, le 9 avril 1993 : Spéciale Cool sessions à l'occasion de la sortie de la compilation.
- No 144, le 7 mai 1993 : Spéciale raggamuffin.
- No 145, le 14 mai 1993 : Spécial Redman avec une interview @ La Cigale du 20 avril 1993.
- No 154, le 16 juillet 1993 : Spéciale NTM.

## Clips Rapline
Les clips suivants ont été réalisés pour Rapline par Jean-François Montmirel, François Bergeron, Sylvain Bergère ou Roland Allard :
- Ange B - Flipper style

- Assassin - Esclave de votre société   Rapline n°12 du 22 septembre 1990
- Azrock DC - L'insécurité
- B.Esca - Assassinat
- Babylon Fighters - N.A.P.
- Bronx Style Bob - The world is a ghetto
- Clarence Rankine - Années lumière
- Clarence Rankine - Les mâles
- Daddy Yod - Le monde est pourri
- Daddy Yod - Rock en zonzon
- Danielle Victoire - Apartheid
- Démocrates D - Liberté au Peuple Noir
- Dee Nasty - Le temps qui passe
- Destroy Man - Edith
- EJM & État 2 Choc - Renégat Rapline n°52 du 29 juin 1991
- EJM - Elément dangereux   Rapline n°6 du 11 août 1990
- F.F.F. - F.F.F. connection
- IAM - Elvis (version originale inédite)    Rapline no 10 du 8 septembre 1990
- IAM - IAM (extrait de leur cassette démo Concept) Rapline no 4 du 28 juillet 1990
- IAM - Hold up mental (extrait de leur premier maxi Red, black and green)   Rapline no 46 du 18 mai 1991
- Ideal J - Danse avec moi (les débuts de Kery James, âgé de seulement 13 ans) 6 avril 1991
- Jhony Go - Personne Rapline no 79 du 4 février 1992
- Juan Rozoff - Et alors
- Kool du Mouv - Apartheid breakdown
- L.S.D. - Paris aujourd'hui
- Les Coquines - Mate les coquines
- Lionel D - Pour toi le beur   Rapline n°5 du 4 août 1990
- Little MC - Le rap est ma vie  Rapline no 19 du 10 novembre 1990
- MC Solaar - Bouge de là (reclipé plus tard par la maison de disques Polydor)
- MC Solaar - Quartier nord
- Madjah - Raggamuffin style
- Massilia Sound System - Vive le PIIM (extrait de leur cassette démo Vive le PIIM) Rapline no 31 du 2 février 1991
- Ministère A.M.E.R. - Traîtres
- Ministère A.M.E.R. - SOS (les deux seuls clips de ce groupe)
- Moda & Dan - Moda & Dan s'ennuient
- NTM - Le pouvoir (extrait de leur 1er maxi Le monde de demain, tourné pendant l'été 90, devenu clip officiel)   Rapline n°16 du 20 octobre 1990
- Poupa Claudio - Hip hop Toulon
- Poupa Claudio & Capitaine Fraka- Écoute ce conseil
- Puppa Leslie & Gom Jabbar - Prédominant
- Ras Daniel - Education
- Saï Saï - Rouleurs à l'heure
- Sens Unik - Africain
- SLEO - Histoire d'A (extrait de la compilation de Jimmy Jay Les cool sessions)
- SLEO - Un soupçon de rêve pour l'aventure
- Soon E MC - Elucider ce mystère
- Soul Swing & Radical - Identité (inédit)  Rapline no 66 du 2 novembre 1991
- Soul Swing & Radical - Was a brother (inédit)   Rapline no 33 du 16 février 1991
- Tout Simplement Noir - …Et le temps passe Rapline no 63 du 12 octobre 1991
- Zebda - La France au chaoui

## Fiche technique
- Chaîne : M6
- Animateur : Olivier Cachin
- Période : Du 7 juillet 1990 au 10 septembre 1993 (162 émissions)
- Jour : Le samedi de la première jusqu'à fin 1991 (no 1-74), le mardi début 1992 (no 75-95), puis le vendredi jusqu'à la dernière (no 96-162)
- Horaire : Vers 00h-01h
- Durée : 1 heure jusqu'en 1992 puis 26 minutes (jusqu'à 1 heure pour les spéciales)
- Générique : Au début une boucle de Murder rap de Above The Law remplacée au bout d'une dizaine d'émissions par une composition d'IAM chef-d’œuvre d'efficacité et de concision.